# 萊塞萊塞內山 (基亞卡區)
14°32′05″S 69°24′24″W / 14.53472°S 69.40667°W
萊塞萊塞內山（Liqiliqini），是秘魯的山峰，位於該國東南部普諾大區，由桑迪亞省的基亞卡區負責管轄，屬於安地斯山脈的一部分，海拔高度4,600米。